# Пълзящо лютиче
Пълзящо лютиче (Ranunculus repens) е растителен вид от семейство Лютикови. Среща се в България. Спада към вредните ливадни плевели. Надземната му част е лютива на вкус и отровна, поради което се избягва от тревопасните животни.

## Местообитание
Видът се среща из цяла България. Обитава крайречни гори, затревени брегове, заблатени и влажни райони на надморска височина до 2000 m.

## Описание
Пълзящото лютиче е многогодишно тревисто растение с височина до 40 cm. Притежава силно коренище образуващо здрави шнуровидни корени. От него всяка пролет изникват цветоносните стъбла. Цъфти през май, цветовете са златистожълти с диаметър 2-3 cm. Околоцветникът е правилен с по пет чашелистчета и венчелистчета. Плодът е сборен. Листата му са на дълги дръжки особено тези в долната част на стъблото. Образува облистени пълзящи издънки, посредством които се разпространява. Това му качество дава и името на растението. Пълзящите издънки се вкореняват във възел. Едно растение годишно може да се вкорени в до 60 възела.